# Коліндейл (станція метро)
51°35′44″ пн. ш. 0°15′00″ зх. д. / 51.595556° пн. ш. 0.25° зх. д.
Коліндейл (англ. Colindale) — станція відгалуження Еджвар Північної лінії Лондонського метро. Станція розташована у 4-й тарифній зоні, у районі Коліндейл, боро Барнет, Лондон, між станціями Бернт-Оук та Гендон-Сентрал. Пасажирообіг на 2017 рік — 7.14 млн осіб.
Конструкція станції: наземна відкрита з однією острівною прямою платформою.
- 18. серпня 1924: відкриття станції.

## Пересадки
- На автобуси London Bus маршрутів: 125, 204, 303 та нічний маршрут N5.